# Francesco Piccolomini
|  | Aquest article tracta sobre filòsof sienès del s. XVI. Si cerqueu el papa del s. XV, vegeu «Pius III». |

Francesco Piccolomini (Siena, 1520-1604) fou un filòsof italià.
Va estudiar a Pàdua i fou condeixeble de Felix Peretti, que fou més tard papa amb el nom de Sixt V, el qual estimava com un verdader honor d'haver-lo vençut en una tesi pública.
Desenvolupà la càtedra de filosofia a Siena, Macerata, Perusa (1550) i Pàdua (1560), retirant-se al seu poble natal el 1601. a diferència del seu parent Alessandro, publicà totes les seves obres en llatí, i en elles brilla més el comentarista que el pensador. La seva poca originalitat el fa inclinar vers l'eclecticisme en la disputa entre aristotèlics, alesandristes i averroistes.
Les seves paràfrasis a les obres de l'Estagirita són: Discursus ad universam logicam attinens (Marburg, 1593 i 1606). De arte definendi et eleganter discurrendi (Frankfurt, 1600), Expositio et annotationes in Aristotelem de ortu et interitu (Venècia, 1602), In librarum octo physicorum Aristotelis (Venècia, 1607).
L'obra que li donà major celebritat és la que porta per títol Universa phsilosophia de moribus quinque partibus Venècia, 1583, i Frankfurt, 1601 i 1611), en què divideix la moral en general i comú (de moribus), i social i política (de república), i assenyala aquesta ciència per objecte la vida privada i pública, familiar i política, i encara la vida que resulta de les relacions de tots els homes entre si; d'aquí la seva denominació universa philosophia.
Algunes qüestions de mètode referent a la lògica i al dret natural contingudes en la dita obra, motivaren una discussió entre aquest autor i el seu col·lega universitari Zabarella, el qual s'acostava més a la filosofia de Sant Tomàs d'Aquino. Piccolomini publicà com a contesta els seus Comes politicus pro recta ordinis ratione propugnator (1596), peça que també figura en les edicions de Frankfurt. Altres obres seves són els Libri de scientia naturae quinque partibus Venècia, 1596, Frankfurt, 1597 i 1627.

## Obres
Universa philosophia de moribus (1583), 
Comes politicus pro recta ordinis ratione propugnator (1596), 
De rerum definitionibus (1600)
Librorum ad scientiam de natura attinentium (Venència, 1596)